# Un-Break My Heart: The Remix Collection
Un-Break My Heart: The Remix Collection är det första remix/samlingsalbumet av den amerikanska R&B-sångerskan Toni Braxton, CD:ns namn kommer från sångerskans största hit till dato, och även signatur låt; "Un-Break My Heart". Skivan släpptes 2005 och innehåller tio klubb-mixer av Hex Hector, David Morales, Frankie Knuckles, Peter Rauhofer och Junior Vasquez m.fl.

## Låtförteckning
| Nr           | Titel                                                      | Längd |
| ------------ | ---------------------------------------------------------- | ----- |
| 1.           | Intro                                                      | 1:18  |
| 2.           | Un-Break My Heart (Soul Hex Anthem Vocal)                  | 5:51  |
| 3.           | Spanish Guitar (HQ2 Club Mix)                              | 7:48  |
| 4.           | You're Makin' Me High (David Morales Classic Mix)          | 8:17  |
| 5.           | I Don't Want To (Frankie Knuckles Franktified Club Mix)    | 7:32  |
| 6.           | Hit The Freeway (HQ2 Club Mix)                             | 4:25  |
| 7.           | He Wasn't Man Enough (Peter Rauhofer NYC Club Mix)         | 6:38  |
| 8.           | He Wasn't Man Enough (Junior Vasquez Marathon Mix)         | 3:45  |
| 9.           | Maybe (HQ2/Dynamix NYC Club Mix)                           | 4:20  |
| 10.          | Un-Break My Heart (Frankie Knuckles Franktidrama Club Mix) | 8:28  |
| 11.          | Spanish Guitar (Joe Claussell Main Mix)                    | 6:21  |
| Total längd: | Total längd:                                               | 62:43 |